# 惣岳山
惣岳山（そうがくさん）は、東京都青梅市と西多摩郡奥多摩町との境界の奥多摩山域にある標高756mの山である。

## 概要
高水三山と呼ばれる連山の一つであり、山頂には青渭神社がある。
岩茸石山から惣岳山へ至るルートでは、山頂付近で岩場を通過することになる。この岩場は道があまり整備されていないため、登る際には十分注意する必要がある。

## ギャラリー

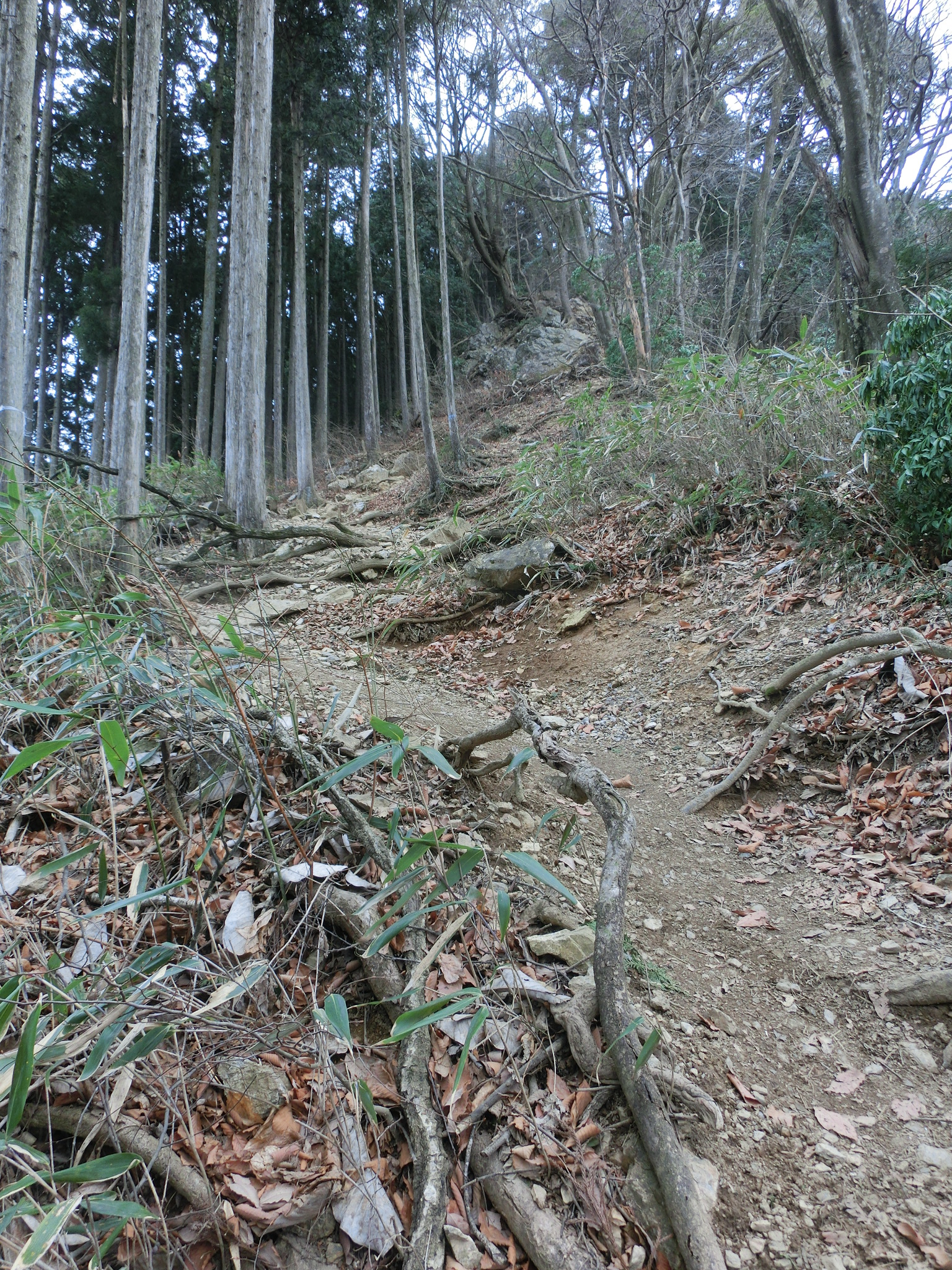
登山道
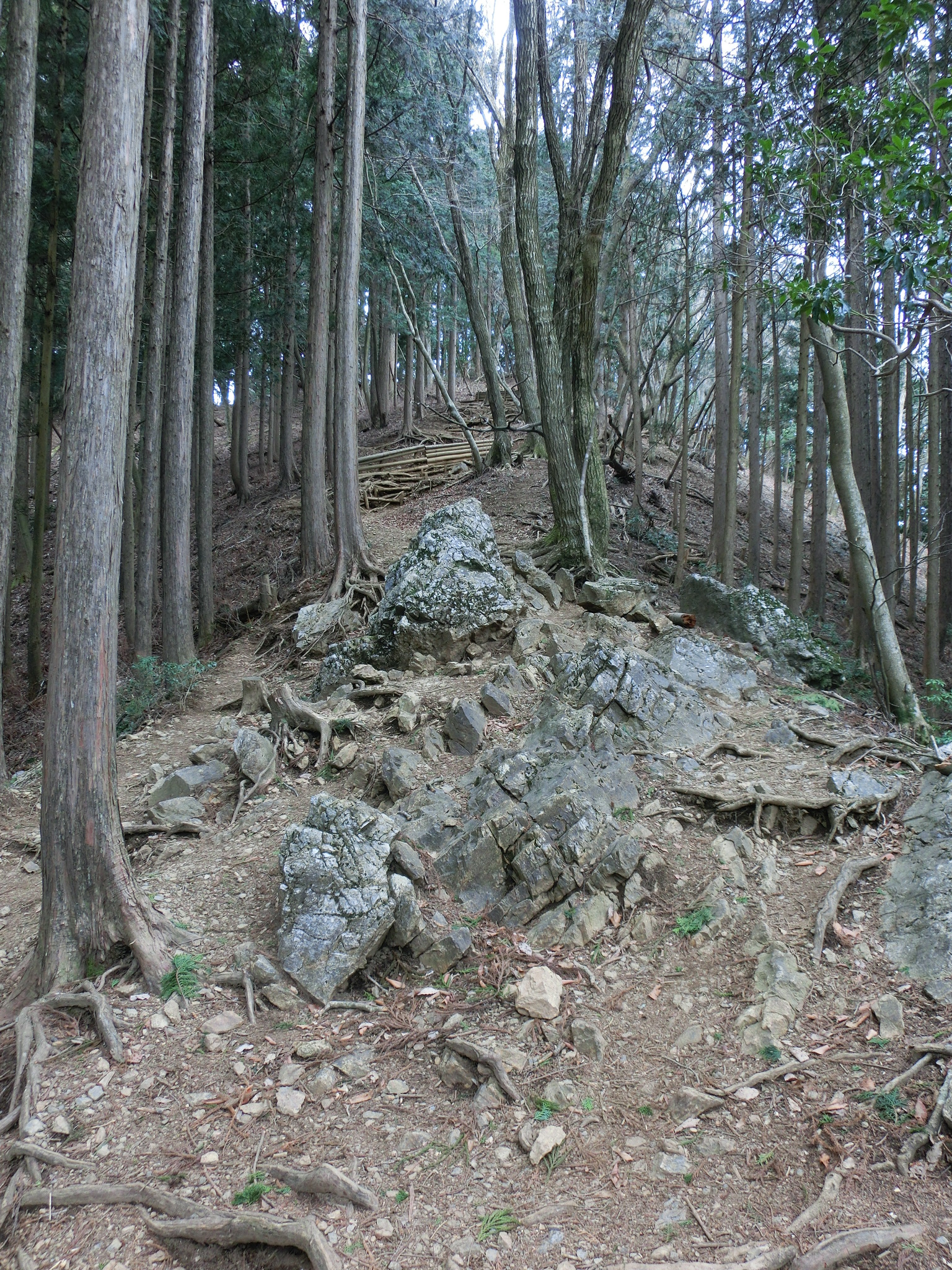
山頂手前の岩場
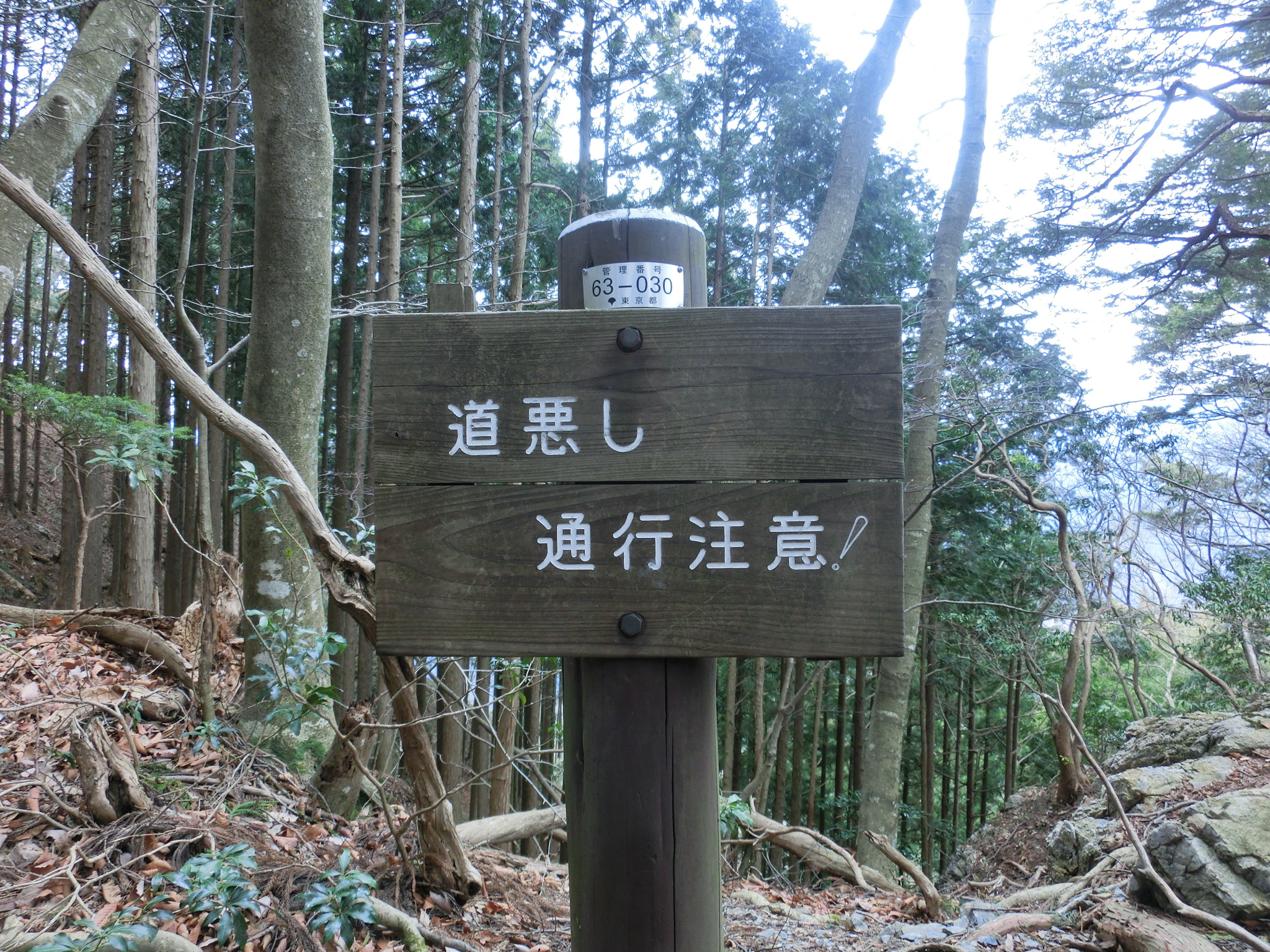
岩場の通行に注意を促す立て看板
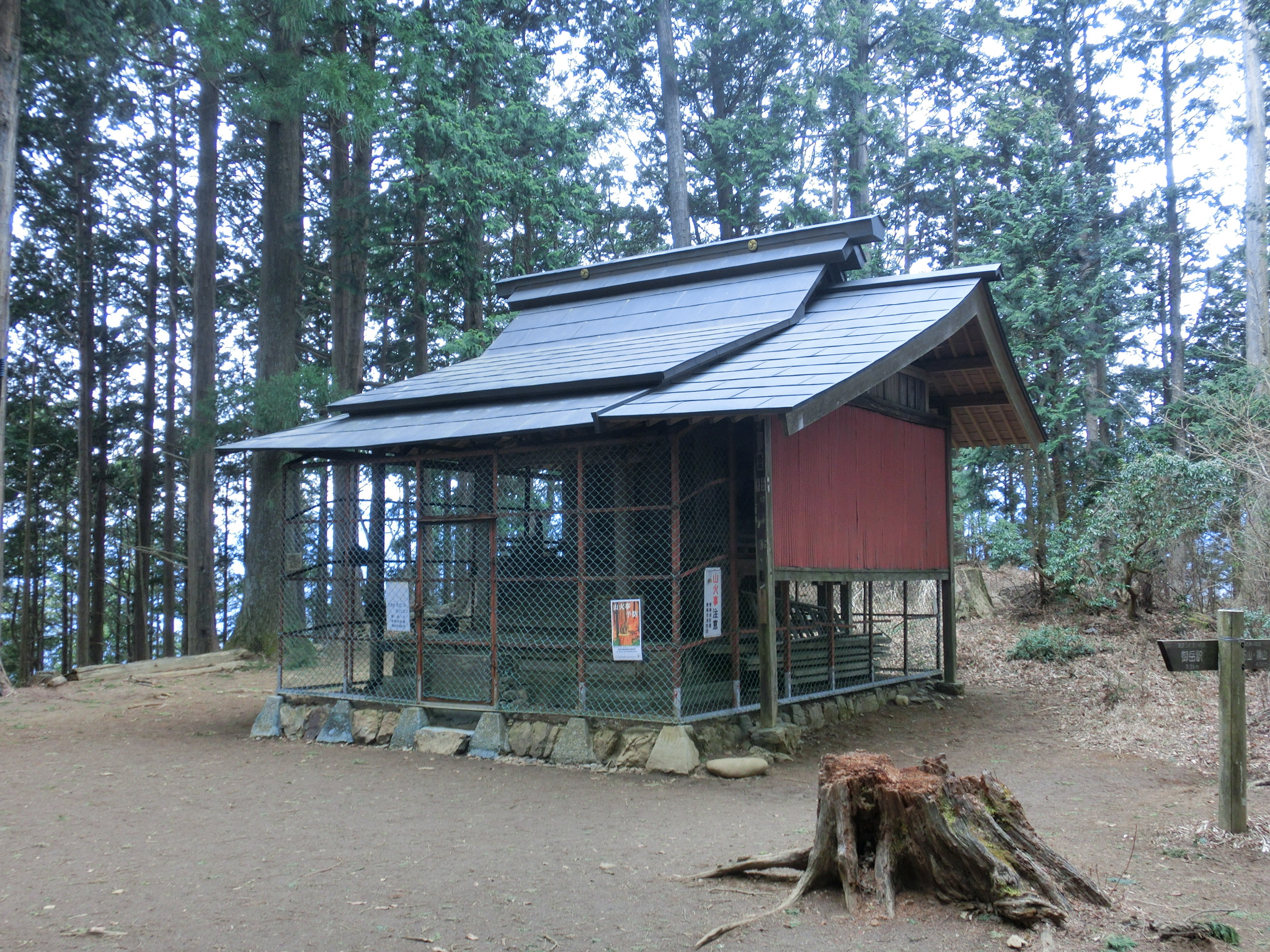
山頂に位置する青渭神社
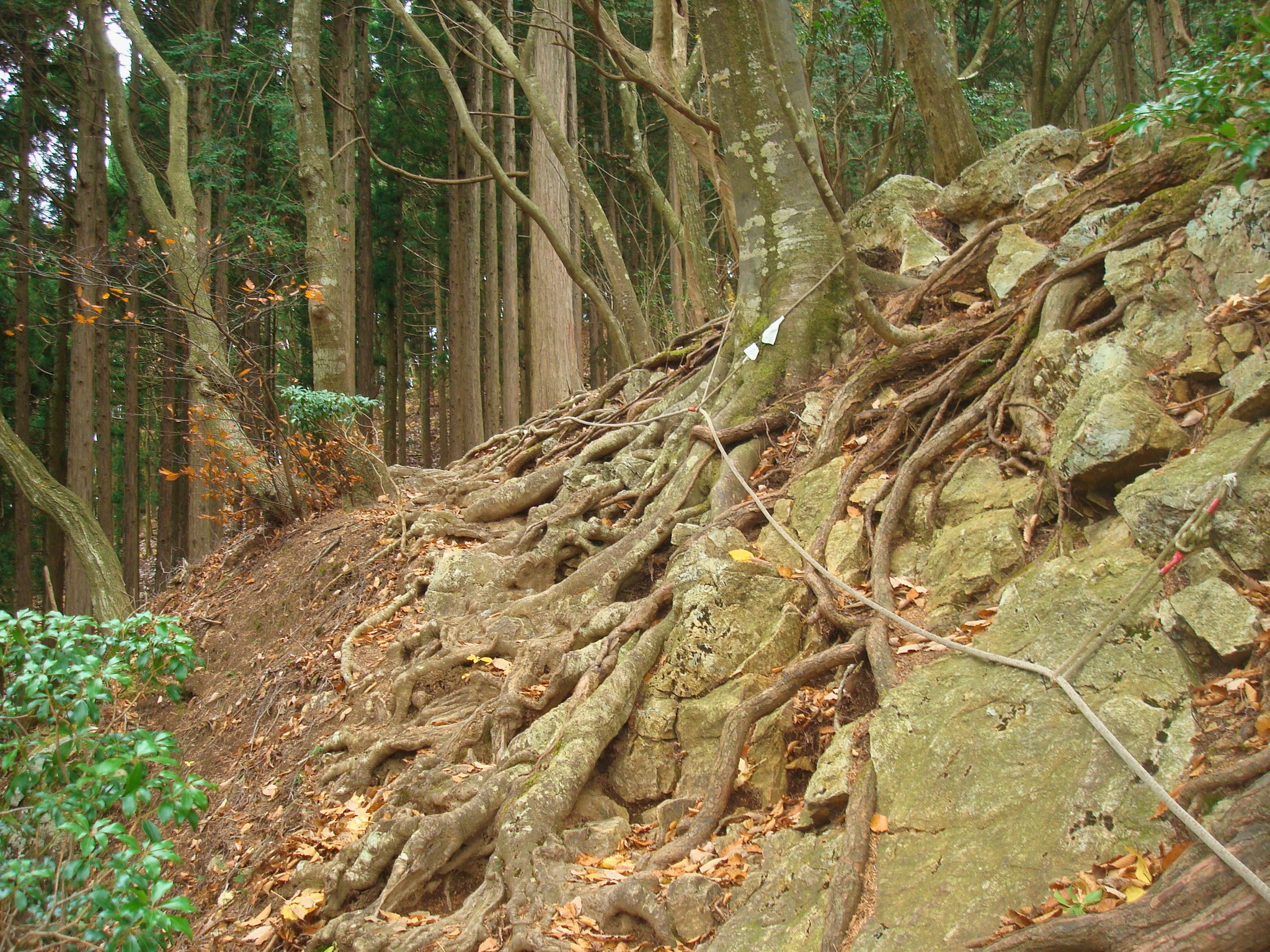
惣岳山の鎖場
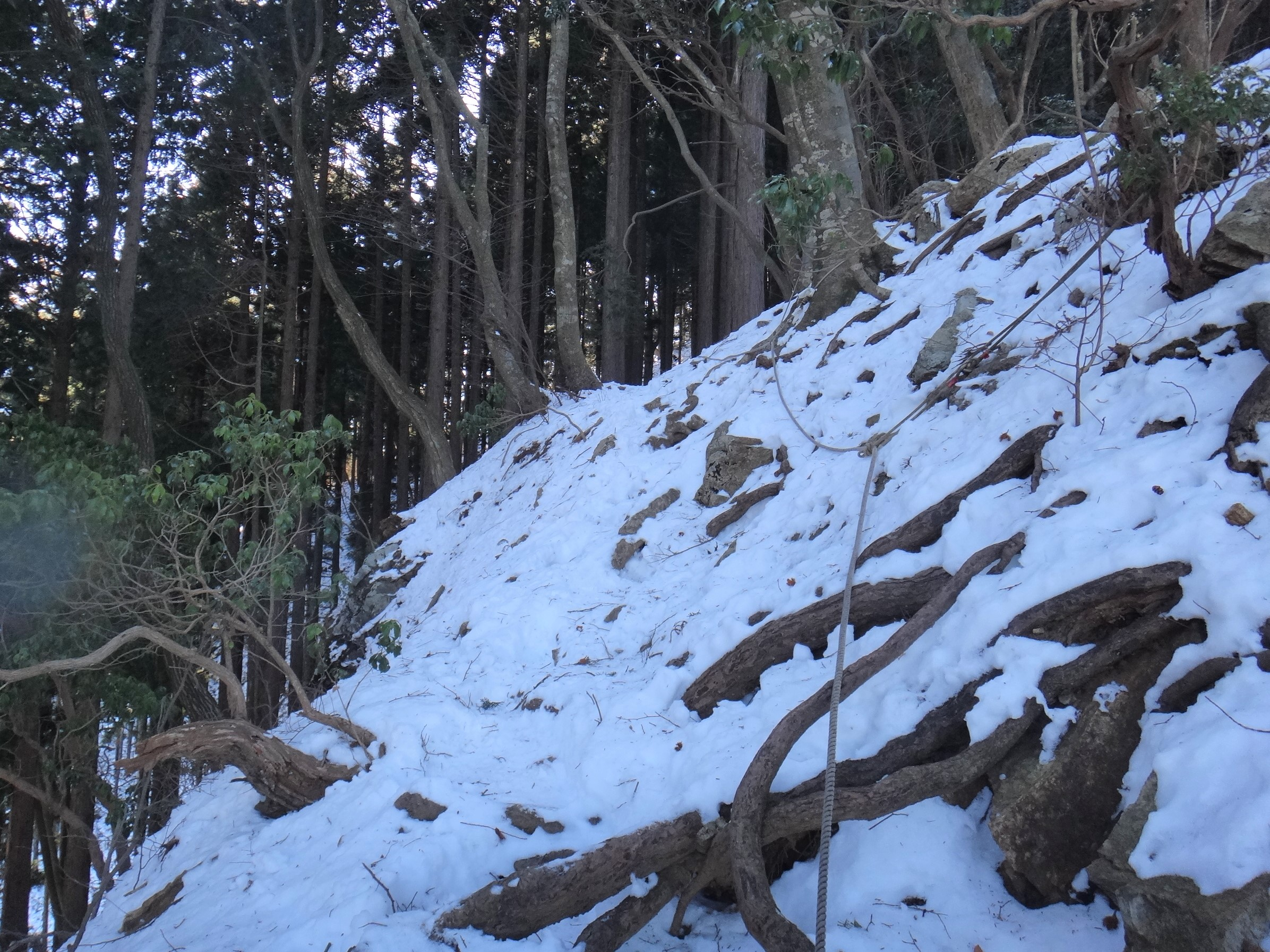
冬の鎖場
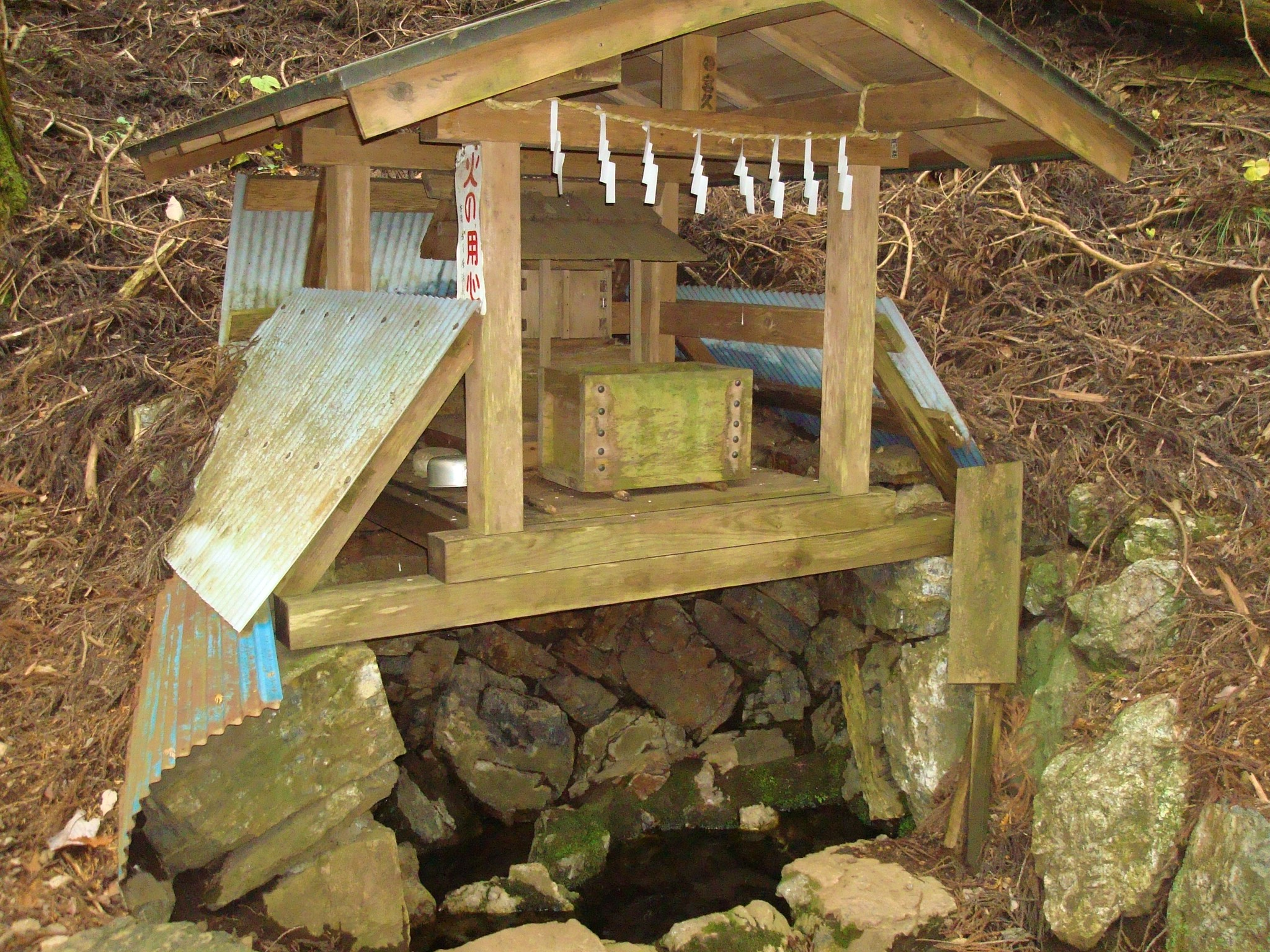
青渭ノ井戸
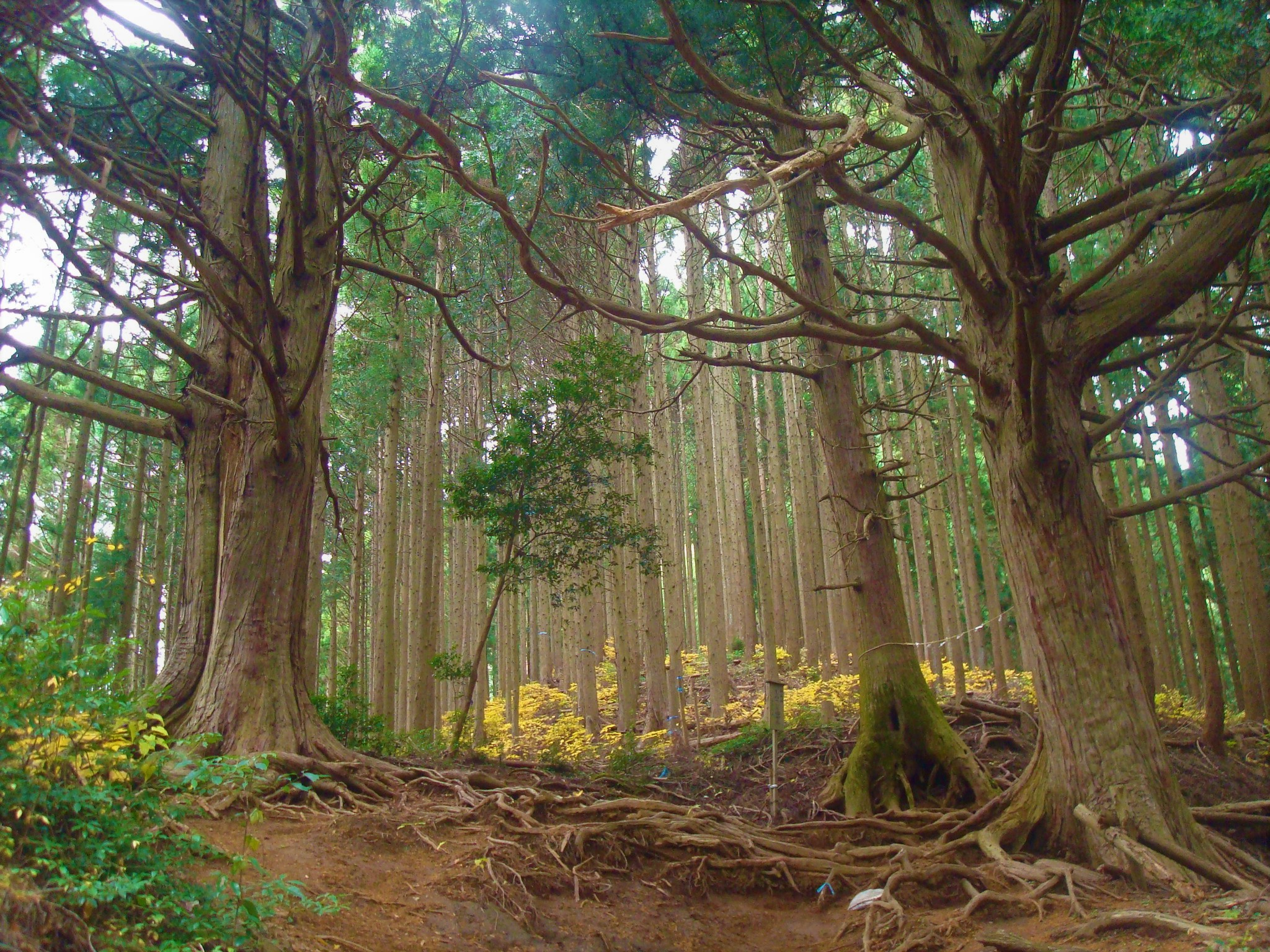
しめつりの御神木

## 隣接する山
- 棒ノ折山（969m）
- 黒山（842m）
- 馬乗馬場（776m）
- 高水山（759m）- 高水三山
- 岩茸石山（793m）- 高水三山